# Luftmunitionsanstalt Stapelburg

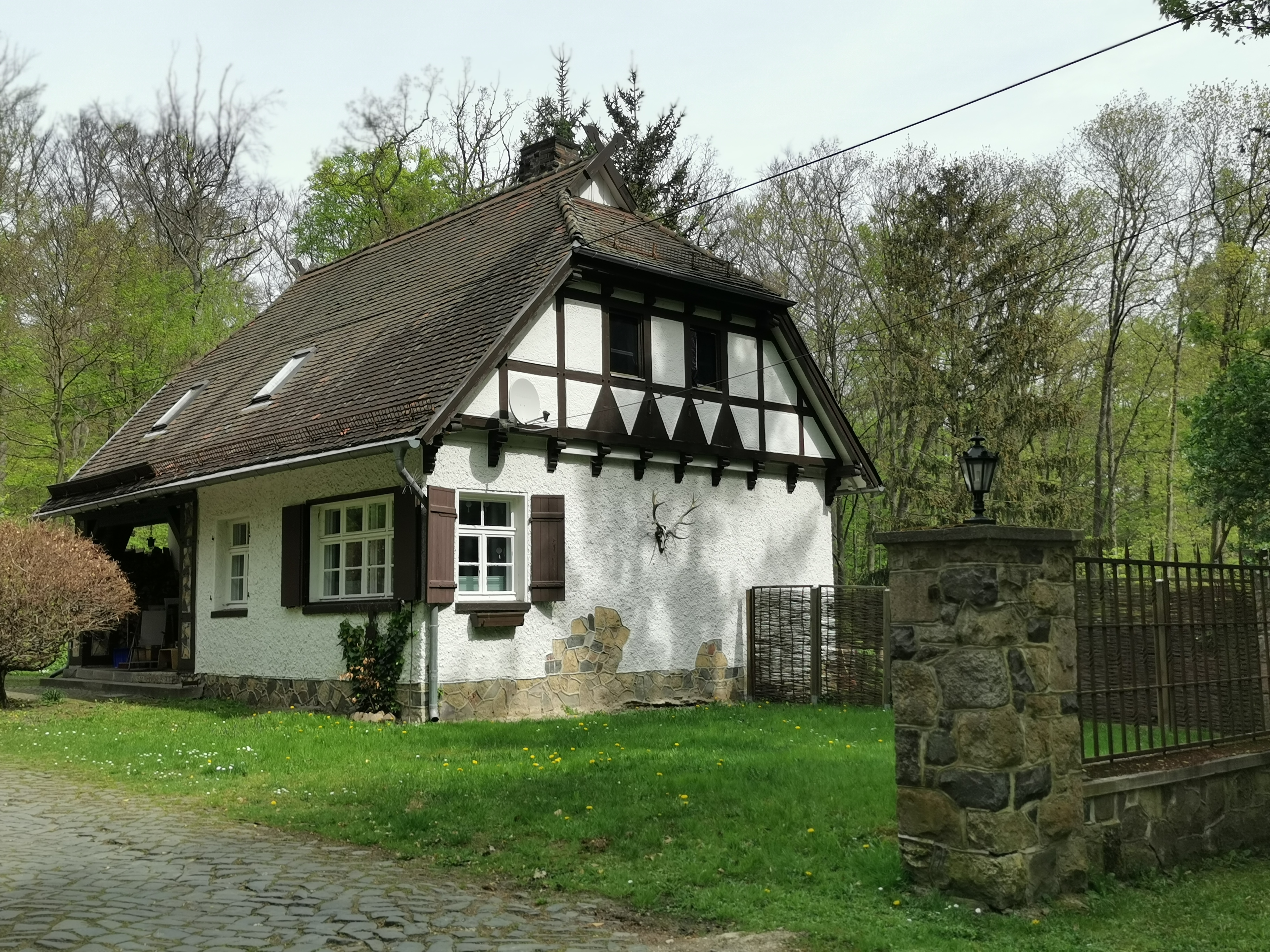
Bad Harzburg, ehemaliges Pförtnerhaus der Luftmunitionsanstalt Stapelburg Im Waldwinkel 1

Die Luftmunitionsanstalt Stapelburg (umgangssprachlich Muna Schimmerwald bzw. Muna Eckertal) war eine zwischen 1936 und 1945 bestehende Munitionsanstalt der deutschen Luftwaffe nordwestlich von Stapelburg und zum Gebiet von Bad Harzburg gehörigen Schimmerwald im heutigen niedersächsischen Landkreis Goslar.
Die genaue Bezeichnung lautete Luftwaffen-Munitionsanstalt 4/VI Stapelburg, sie unterstand dem Luftgaukommando 6 (VI) Münster.

## Geschichte
Ende 1935 begannen die Arbeiten zum Bau der Muna nordwestlich von Eckertal, ein Stadtteil von Bad Harzburg. Das Gelände erfüllte die Voraussetzungen für eine Munitionsanstalt, da eine heute abgebaute Eisenbahnstrecke von Bad Harzburg nach Stapelburg vorhanden war und das ausgedehnte Waldgebiet Schutz vor gegnerischer Luftaufklärung bot.
Die Hauptaufgabe der Munitionsanstalt war die Bezünderung und Lagerung von Abwurfmunition und Granaten für die Luftwaffe. Der Betrieb der Anstalt lief während des Krieges weitgehend ungestört. Vom 3. bis zum 9. April 1945 war auf dem Gelände ein Gefechtsstand eingerichtet.
Am 10. April 1945, einen Tag vor Ankunft der amerikanischen 83rd Infantry Division, wurde die Anlage gesprengt und dadurch vollständig zerstört; zuvor wurde Stapelburg vollkommen evakuiert. Die gewaltige Druckwelle zerstörte im sieben Kilometer entfernten Bahnhof Bad Harzburg Fensterscheiben.
Auf dem 240 ha großen Gelände befinden sich über 120 Bunker sowie eine große Anzahl von Sprengtrichtern mit einem Durchmesser von bis zu 60 m.
Im Juni 2012 wurde die Liegenschaft an einen privaten Investor verkauft.

## Altlastensanierung
1978 begann eine systematische Munitionsberäumung durch den niedersächsischen Kampfmittelräumdienst, die 2012 abgeschlossen wurde.

## Muna Stapelburg heute
Eine 1936/1937 kleine, für Leitungspersonal der Muna errichtete Wohnsiedlung in Stapelburg trägt heute noch den Straßennamen Munasiedlung.